# Hosszúszárnyú bálna
A hosszúszárnyú bálna vagy púpos bálna (Megaptera novaeangliae) az emlősök (Mammalia) osztályának párosujjú patások (Artiodactyla) rendjébe, ezen belül a barázdásbálna-félék (Balaenopteridae) családjába tartozó faj. A Megaptera nevű cetnemnek az egyetlen faja.
A hosszúszárnyú bálna a nagyobb testű barázdásbálna-félék közé tartozik. Az állat hossza általában 13–15méter, néha 17 méter is lehet. Testtömege legfeljebb 40 tonna, azonban általában csak 30- 50 tonna. A hosszúszárnyú bálnának különleges alakú teste van, feltűnően hosszú mellúszókkal; innen ered a magyar neve is. Fején bőrdudorok és bütykök találhatók. Ez a bálnafaj a többi bálnához képest elég gyakran ki-kiugrik a vízből. A hímek hangja bonyolult „énekekből” áll, melyek 6–35 percig tartanak, alkalmanként egyéb hangokat is kiadnak. A hangok frekvenciája 40–50 Hz, és az ének, melyet néhány órán keresztül folyamatosan ismétel, 30 kilométer távolságra is elhallatszik. Az éneklés szerepe még nem ismert pontosan, de a párkeresésben lehet jelentősége.
Az óceánok és tengerek lakója, egy példány évente 25 000 kilométert is képes megtenni. A hosszúszárnyú bálna csak nyáron, a sarki vizekben táplálkozik. Télen a szubtrópusi és trópusi tengerekbe vándorol, hogy párosodjon és elljen. Ez idő alatt csak a zsírtartalékából él, amit a nyári táplálkozási időszakban felhalmozott. Tápláléka: planktonikus rákok (krill), halak és tintahalak. A déli félteke populációi inkább planktonikus rákokkal táplálkoznak, míg északi fajtársaik halakat fogyasztanak. A hosszúszárnyú bálna különféle halászási módszereket alkalmaz. Ilyenek a lökéshullámok, melyek a farokcsapások és a felugrás következtében keletkeznek, és ily módon felriasztják a halakat, míg a másik módszer a bálnák által a víz mélyéről kibocsátott buborékok, melyekkel megzavarják a zsákmányt.
Mint más nagy testű rokonai, a hosszúszárnyú bálna vadászását is túlzásba vitték a bálnavadászok, melynek következményeként az állomány 90 százalékkal csökkent. A kihalását az 1966-ban bevezetett bálnamoratórium akadályozta meg. Azóta e faj példányszáma növekedésnek indult, de a halászhálókba való gabalyodás, a hajókkal történő ütközés vagy a hajók és tengeralattjárók által kibocsátott hangok – főleg a szonárok – még mindig veszélyeztetik a fajt. Manapság az állomány körülbelül 80 000 egyedből tevődik össze. Habár korábban a túlvadászat miatt szinte kihalt, a hosszúszárnyú bálna még manapság is hajt gazdasági hasznot. Ma már azonban nem zsákmányként, hanem mint turistalátványosság. Megfigyelésére alkalmas helyek főleg Ausztrália, Új-Zéland, a Dél-afrikai Köztársaság, Kanada és az Amerikai Egyesült Államok vizeiben vannak.

## Rendszertani besorolása
A hosszúszárnyú bálna a barázdásbálna-félék (Balaenopteridae) családjába tartozik, vagyis abba a családba, amelybe a kék bálna (Balaenoptera musculus), a közönséges barázdásbálna (Balaenoptera physalus), a csukabálna (Balaenoptera acutorostrata) és egyéb közismert bálnafajok is tartoznak. A tudósok szerint ez a család a divergens evolúció következtében levált a többi sziláscetek (Mysticeti) családjaiból, körülbelül a miocén kor közepén, vagyis mintegy 13,65 millió évvel ezelőtt. A családon belül, a fajok kialakulásának az ideje még nem ismert.
Habár szoros rokonságban áll a Balaenoptera cetnem fajaival (a barázdásbálna-félék családjának manapság két élő neme van), John Edward Gray 1846-ban a hosszúszárnyú bálnát külön nembe, a Megaptera nembe helyezte. A legújabb DNS vizsgálatok szerint ez a faj közelebbi rokonságot mutat a szürke bálnával (Eschrichtius robustus), amely eddig nem tartozott e családba. A családon belül is egyes fajokkal közelebbi rokonságban áll, mint más fajokkal; így, habár a Balaenoptera nemhez tartozik a közönséges barázdásbálna és a csukabálna is, a hosszúszárnyú bálna dezoxiribonukleinsavja az előbbivel szorosabb rokonságot mutat, mint az utóbbival. Ha a további genetikai vizsgálatok megerősítik ezeket a felfedezéseket, a barázdásbálna-félék családfáját át kell majd alakítani.

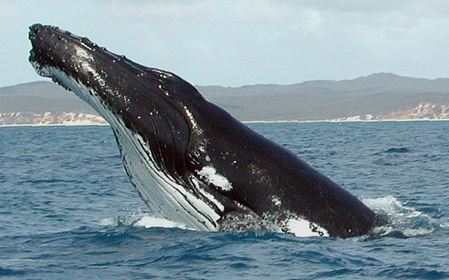
Feljövő példány Queensland partjainál

A hosszúszárnyú bálnát először 1756-ban Mathurin Jacques Brisson említette meg a „Regnum Animale” című könyvében. Ebben a könyvben a francia zoológus „baleine de la Nouvelle Angleterre”-nek nevezte az állatot. 1781-ben a német Georg Heinrich Borowski le is írta, de a Brisson által adott nevet fordította le latinra, így keletkezett a „Balaena novaeangliae” tudományos név. A 19. század elején Bernard Germain de Lacépède átnevezte Balaenoptera jubartes-ra. 1846-ban Gray megalkotta a Megaptera nemet, így a hosszúszárnyú bálna új tudományos neve Megaptera longpinna lett, de 1932-ben az amerikai Remington Kellogg a fajnevet visszanevezte a Borowski által használt névre, a novaeangliae-re.
Magyarul ennek a bálnának két neve is van, az egyik a „hosszúszárnyú bálna”, a másik a „púpos bálna”. Az első név az igen hosszú mellúszóknak köszönhető, a második pedig onnan ered, hogy amikor a víz alá merül a bálna púpszerűen meggörbíti a hátát. Az állat tudományos neve, a „Megaptera novaeangliae” valójában „új-angliai hosszúszárnyú”-t jelent. Az első a „megaptera” az ógörög „mega” („nagy” vagy „hosszú”) és a „ptera” („szárny”) összetételéből származik, míg a „novaeangliae” Új-Anglia nevéből származik, valószínűleg azért, mert akkoriban ezeken a partokon lehetett rendszeresen látni ezeket az állatokat.

## Előfordulása

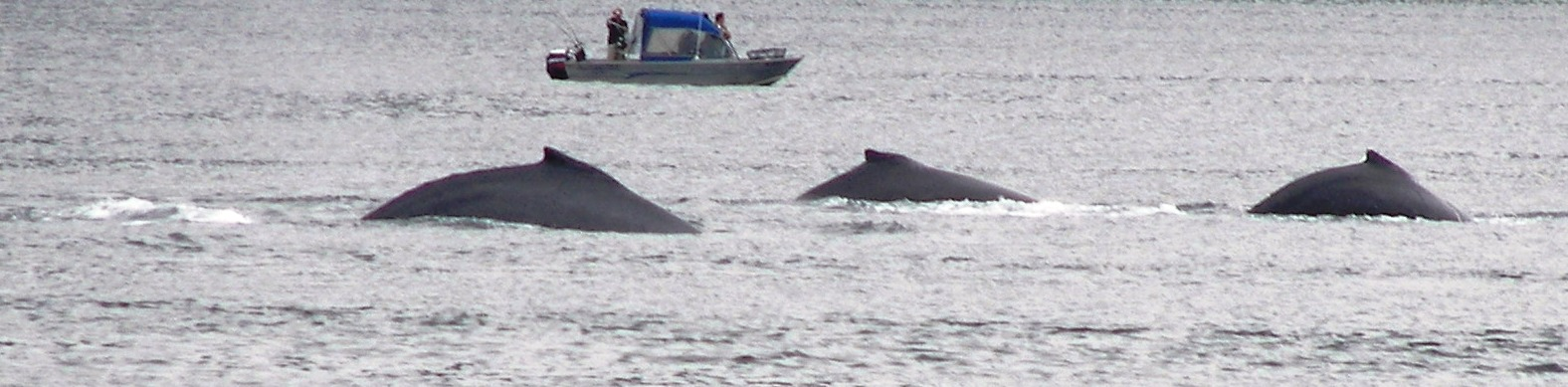
Három vonuló példány Alaszka közelében

A hosszúszárnyú bálna a hideg és sarki tengerek lakója, télen szubtrópusi és trópusi vizekre költözik. A trópusokon néhány populáció kitart a helyén. Az eredetileg mintegy 150 000-es állomány a vadászat folytán hat-nyolcezer egyedre csökkent. A kereskedelmi célú bálnavadászatot megszüntették ugyan, de a teljes állomány veszélyeztetettsége még nem múlt el.
E fajnak négy fő állománya van, mindegyiket biológusok tanulmányozzák. A négy állomány a következő: észak-csendes-óceáni állomány, atlanti-óceáni állomány, déli-óceáni állomány és az indiai-óceáni állomány. Az első három állományba tartozó állatok évente vándorolnak a táplálkozási helyekről a szaporodási helyekre és vissza. Az indiai-óceáni állomány nem képes erre, mivel itt az óceán északi részét az ázsiai kontinens határolja. A leginkább helyhez kötött állomány az Arab-tengerben él; ezek az állatok egész évben nem hagyják el élőhelyüket.

Víz alá bukó hosszúszárnyú bálna

Az Atlanti-óceán északi részének hosszúszárnyú bálnái tavasszal Grönland és Izland között vágnak át, majd a Medve-sziget (Bjørnøya), a Spitzbergák, illetve az Északi-fok felé tartanak. Ősszel a norvég partok előtt vonulnak el, majd Anglia és Írország mentén tovább dél felé, Spanyolország nyugati partjáig. Egyes példányok eljutottak a Balti-tengerbe is, a Földközi-tengerben viszont csak egyetlen alkalommal láttak hosszúszárnyú bálnát.
Vannak hosszúszárnyú bálnák, amelyek évente 25 000 kilométert tesznek meg vándorlásaik során, emiatt az állatok között a legnagyobb utazók közé tartoznak. 2007-ben hét példány rekordot ért el, amikor egy út során 8300 kilométert tett meg az Antarktisztól Costa Rica csendes-óceáni partjáig. Ez volt a leghosszabb út, amit valaha egy emlős megtett, legalábbis amiről tudni lehet, mivel ezeket a bálnákat figyelemmel kísérték, és a farkukon levő mintázat miatt könnyen felismerték.
Ausztráliában két fő vándorló állománya van e fajnak, a nyugati parti és a keleti parti. E két állomány eléggé elkülönül egymástól. Minden generációból csak néhány nőstény vándorol át a másik állományba.

## Megjelenése

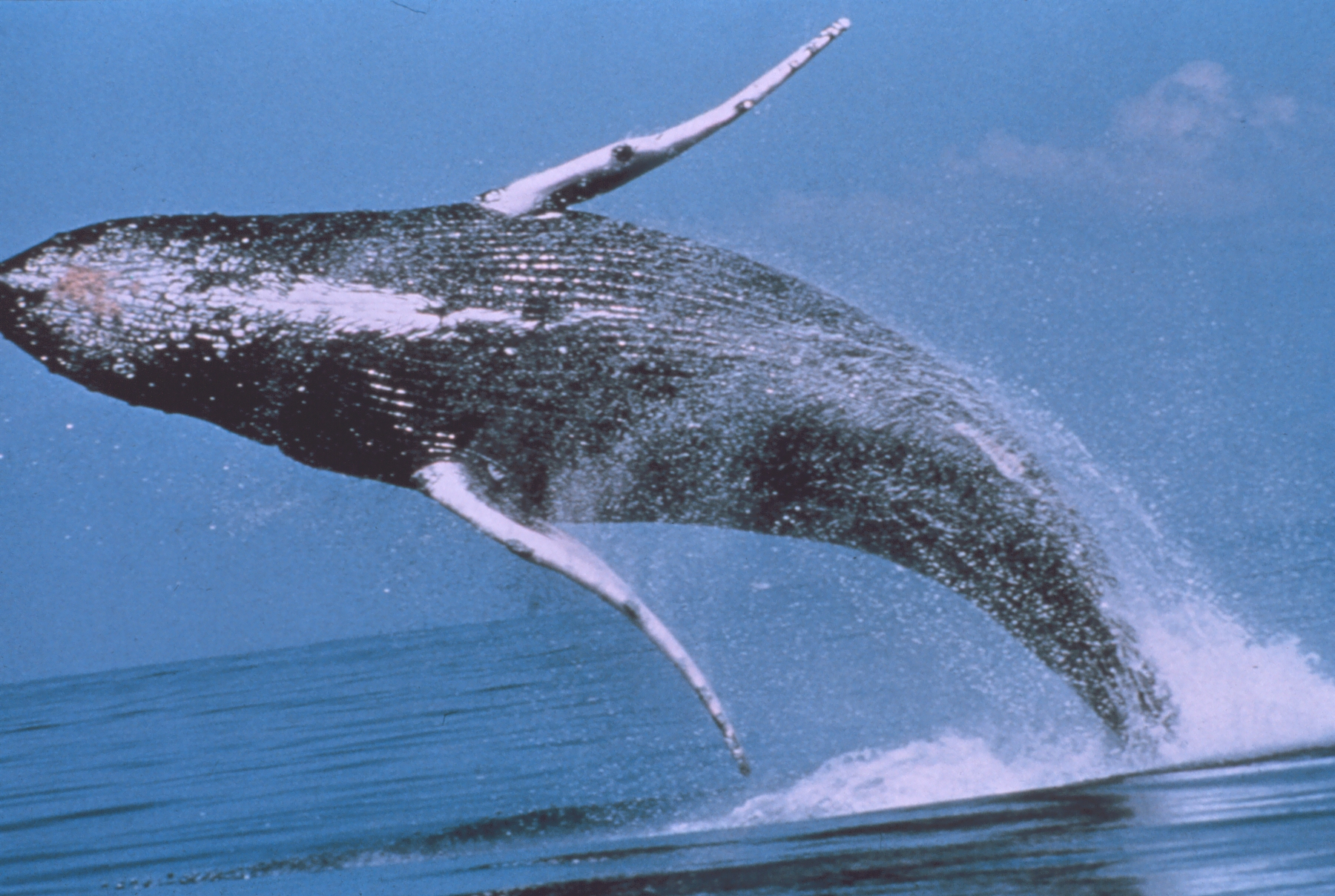
Vízből kiugró hosszúszárnyú bálna. Jól látszanak a barázdái

A hosszúszárnyú bálna hímjének testhossza hossza 13–14 méter között van, a nőstény valamivel nagyobb, 15–16 méter hosszú. Testtömege átlagosan 25-30 tonna, legfeljebb 36–40 tonna. Az eddigi legnagyobb hosszúszárnyú bálna 19 méteres volt, „szárnya” elérte a 6 métert. Azért, hogy áramvonalas teste legyen, a bálna ivarszervei a test belsejében helyezkednek el. Emiatt a két nemet nehéz megkülönböztetni egymástól. A nőstény meghatározását az ivarnyílása környékén található, 15 centiméter átmérőjű, félkör alakú dudor segíti. A hím hímvesszője a testében levő tokban van.

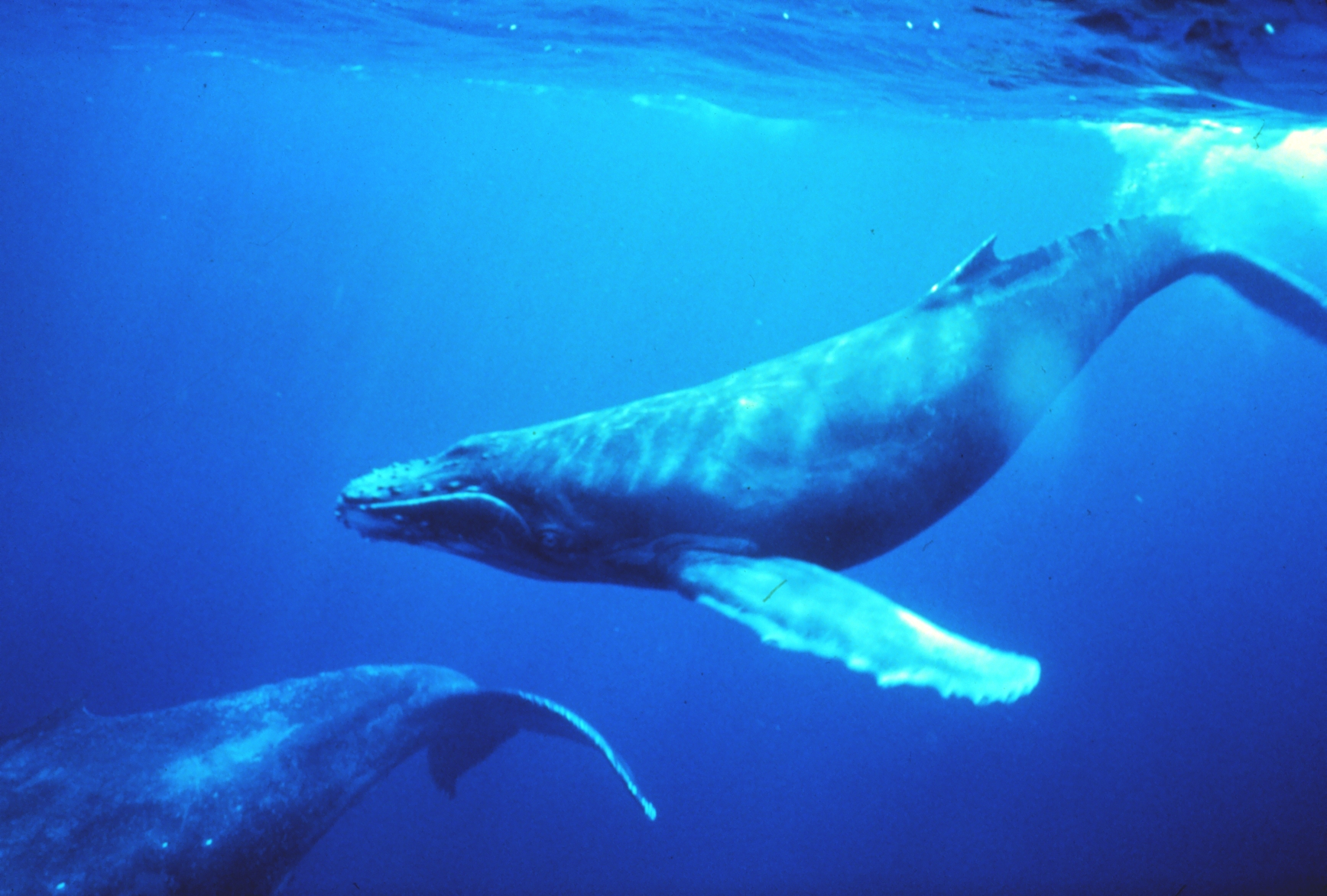
Víz alatti felvétel a fajról

A hímek fején és testén számos karcolás és sebhely van, mivel igen hevesen versengenek a nőstényekért. Az állat a torok tájékán a legszélesebb, körülbelül ott, ahonnan a mellúszó indul. A hosszúszárnyú bálna teste egészében erősen „púposnak” tűnik. A felső és alsó állcsontok bőrdudorokkal és bütykökkel fedettek. Ezek a bütykök valójában szőrmaradványok, és a hosszúszárnyú bálna egyik fő jellemzője. Orrlyukai fent a fejen találhatók; az orrlyukakból kifújt párafelhő akár 3 méter magasra törhet; a jelenség 2–3 másodpercig tart. Keskeny mellúszói igen hosszúak, erősek és ívelten csipkézettek; teljes testhosszának az egyharmada. A bálna nász közben és a borjak védelmére használja őket. Testéhez képest egyetlen más fajú bálnának sem ilyen hosszú a mellúszója. A mellúszók mintázata mindegyik egyednél más és más, amivel azonosítani lehet őket. Két feltételezés van arról, hogy miért ilyen hosszú a púpos bálna mellúszója. Az egyik feltételezés szerint e hosszú „szárnyak” segítik a jobb mozgásban; a másik feltételezés szerint segíti a hőszabályozást, amikor áttér a sarki vizekből a trópusiakba és vissza. Olyan hőszabályozó rendszere van, mint egyes cápáknak és halaknak. A hátuszony is hosszú, de alacsony, akkor látható, amikor a bálna feljön, hogy többször fújjon. A hát középvonala mentén egy sor púpszerű duzzanat húzódik, a hátuszonytól a farokúszóig. Nagy farkával a bálna keményen, hangos csattanással csap a víz felületére. Merüléskor a farok teljesen kiemelkedik a vízből. A farokúszó hátsó szegélye hullámosan csipkézett. A toroktól 15–36, egymástól messze elálló barázda húzódik le a hasig. Felső oldala fekete, az alsó fehér. Színezete azonban nem ilyen egyszerű, különösen a mell- és a toroktájékon lehetnek nagy, sötét foltjai. A mellúszó alul rendszerint nem pigmentált. A fehér szín foltokban átnyúlik a hátára, de a hegyesen végződő farokúszó alsó oldala is lehet fehér színű. A színezetet nagyon gyakran a bőrre szorosan rátapadó tengerimakkok (Balanidae) is befolyásolják, melyek túlnyomórészt a fejen és a mellúszón találhatók. A hosszúszárnyú bálna olykor többször egymás után egész testével kiugrik a vízből; egyesek szerint ezt azért teszi, hogy megszabaduljon a tengeri makkoktól. A felső állkapocs mindkét oldaláról 270–400 darab szila lóg alá. Az elülső szilák 46 centiméteresek, de a hátulsók akár 91 centiméteresre vagy egyméteresre is megnőhetnek, színük teljesen fekete. A színanyag csupán a legelülső lemezekből hiányozhat néha.

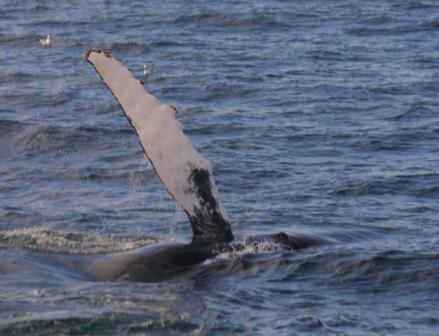
A hosszú „szárny”
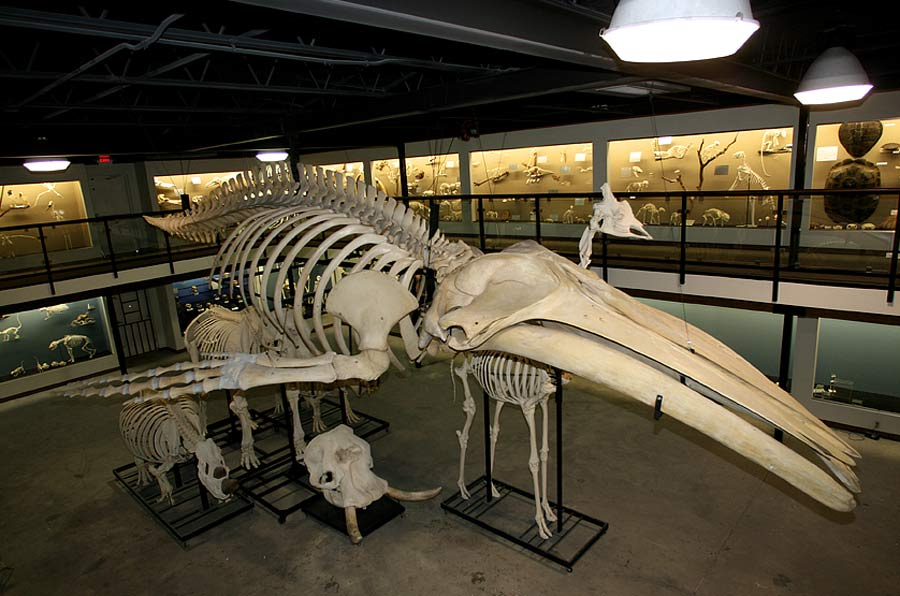
Az állat csontváza
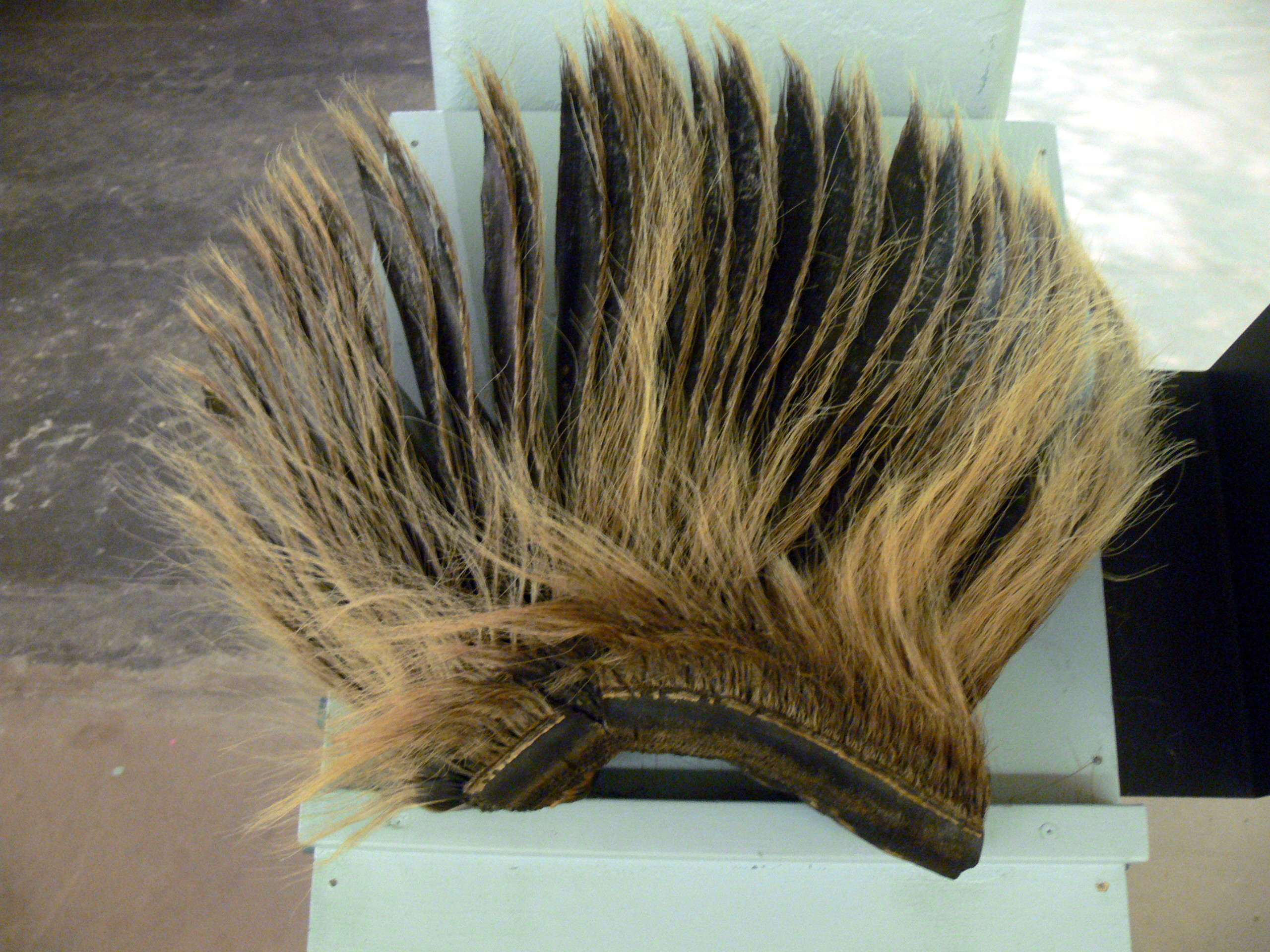
A szilák

## Az egyedek megkülönböztetése

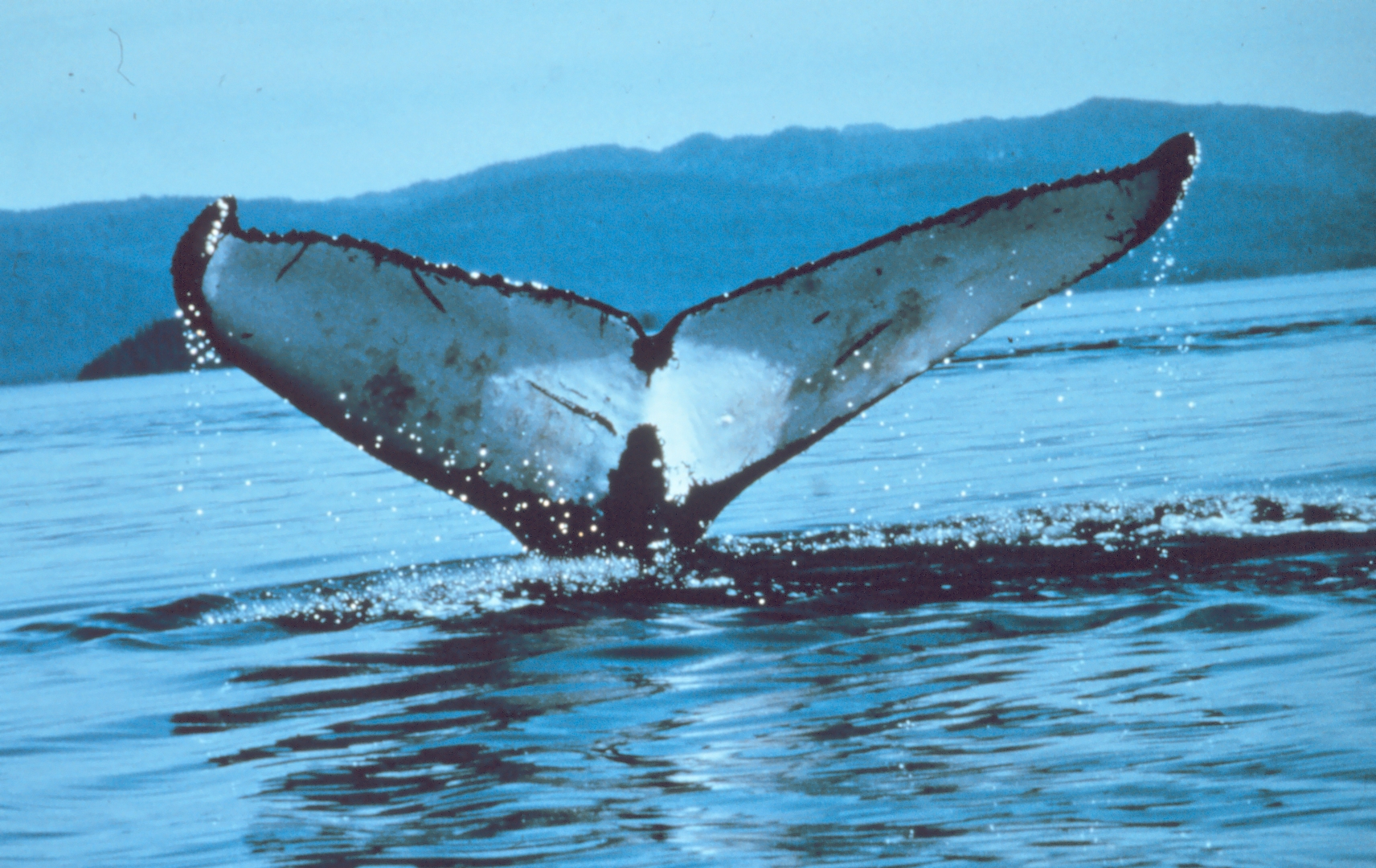
Az állat farka

Mivel a farkukon igen változatos a mintázat, a hosszúszárnyú bálna egyedeket igen könnyű megkülönböztetni egymástól, szemben az egyéb cetfajokkal (kivéve a kardszárnyú delfint és a simabálnaféléket). Ez a faj az egyik legtöbbet tanulmányozott cetféle. Egy hosszútávú tanulmányozás során, amely 1973-tól 1998-ig tartott az Atlanti-óceán északi részén, számos bálnát láttak el műholdas megfigyelővel. Ezt beleszúrják az állat bőrébe, az eszköz később automatikusan lecsatolódva a felszínre jut, és jelzést küld a műholdnak (Katona és Beard 1982). E hosszú tanulmányozási idő alatt, mindegyik meglátott bálnát lefényképezték, és ezt a nagy „képtárat” a College of the Atlantic felügyeli és tartja rendben. Hasonló, fénykép általi számbavételt már végeztek a Csendes-óceán északi részén és a Föld egyéb vizeiben is. A Csendes-óceánban a SPLASH (Structure of Populations, Levels of Abundance and Status of Humpbacks) szervezet végezte a munkát.

## Életmódja
Probléma esetén lásd:Médiafájlok kezelése.

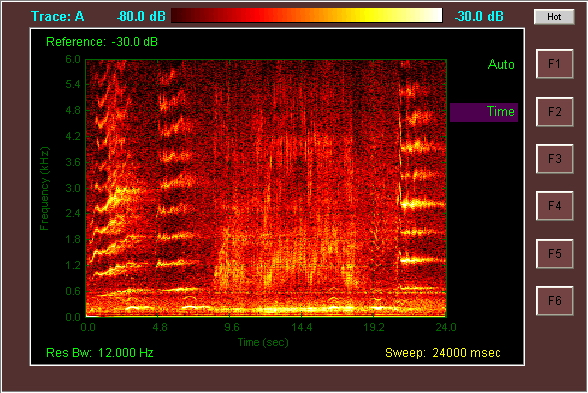
A hosszúszárnyú bálna által kibocsátott hangok spektrogramja. A 37 másodperc hosszúságú Singing Humpbacks („Éneklő hosszúszárnyúak”) című felvétel első 24 másodpercének részletei láthatók. A bálna éteri „dalolása” és az echolokációs „kattogások” horizontális csíkokként, illetve függőleges söprésként jelennek meg. A spektrogram Fatpigdog PC-alapú Real Time FFT Spectrum Analyzer alkalmazásával készült.

Az állat laza társaságokban él. Az indiai-óceáni állományt kivéve, a hosszúszárnyú bálna nomád életmódot folytat. Főleg a táplálékban gazdag parti vizeket részesíti előnyben. Általában magányosan vagy kis csoportokban jár. Egy csoport tagjai szétválhatnak, hogy magányosan éljenek vagy más csoportokhoz szegődjenek. A legnagyobb társaságba nyáron verődnek, amikor a sarki vizekben táplálkoznak. A több hónapos vagy éves kapcsolatok igen ritkák. Néha a táplálkozási helyeken több éven át ugyanazok a nőstények csoportosulnak, a zsákmány könnyebb elejtése érdekében. A hosszúszárnyú bálna többnyire 4–14 km/óra sebességgel úszik, de veszély esetén eléri az óránkénti 27 kilométert is. A merülés ideje maximum 30-35 percig tart. Megosztja területét más bálna- és delfinfélékkel, de nem társul egyikükkel sem.
A tudósok szerint az állat élettartama 45–100 év között van, de az eddig ismert legidősebb hosszúszárnyú bálna csak 60 évig élt.

### „Éneke”
Hangokat mindkét nem hallat, de csak a hímek énekelnek; énekük hosszabb, hangosabb és bonyolultabb. Még nem ismert, hogy ennek mi a célja, az, hogy a nőstényeket magukhoz csalják, vagy ezzel akarják a többi hímet távol tartani, esetleg jelentheti a két dolgot együtt is. Éneke bonyolult, amely 6–35 percig tart, és alkalmanként egyéb hangot is kiad. A hangok frekvenciája 40–50 Hz, és éneke akár 30 kilométer távolságra is elhallatszik. A ceteknek nincsenek hangszálaik, úgyhogy hangjukat az orrlyukon kibocsátott levegővel képezik.
Minden állománynak megvan a maga „dallama”, de ez az évek során megváltozhat. Az ének vagy hangok kiadása a táplálékszerzésben is szerepet játszhat. A tudósok megfigyelték, hogy vadászat közben több különféle hangot is kiadnak. Ferrari, Nicklin és Darling biológusok szerint az éneklés kapcsolatban tartja az olyan példányokat, amelyek távol vannak egymástól a vándorlási időszak idején. Egyes énekek pedig csak akkor kezdődnek, amikor a harcoknak éppen vége lett.
A kiadott hangok többfélék lehetnek: morrogás, visítás, böffögés és ugatás.

### Táplálkozása
A hosszúszárnyú bálnák főleg nyáron táplálkoznak, télen a zsírtartalékaikból élnek, és nagyon ritkán vesznek magukhoz táplálékot, és csak akkor, ha véletlenül nagyobb halrajra akadnak. Az atlanti-óceáni állomány a következő halfajokkal táplálkozik: hering (Clupea harengus), lazac (Salmo salar), csuklyás hal (Mallotus villosus), Ammodytes americanus, közönséges makréla (Scomber scombrus), fekete tőkehal (Pollachius virens) és foltos tőkehal (Melanogrammus aeglefinus). E halfajok mellett krillt is fogyaszt. A déli féltekén élő állományok inkább planktonikus rákokkal (krill, evezőlábú rákok) táplálkoznak. A hosszúszárnyú bálna különféle halászási módszereket alkalmaz. Ilyenek a lökéshullámok, melyek a farokcsapások és a felugrás következtében keletkeznek, és ily módon felriasztják a halakat, míg a másik módszer a bálnák által a víz mélyéről kibocsátott buborékok, melyekkel megzavarják a zsákmányt.

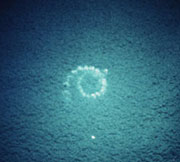
A buborékos háló
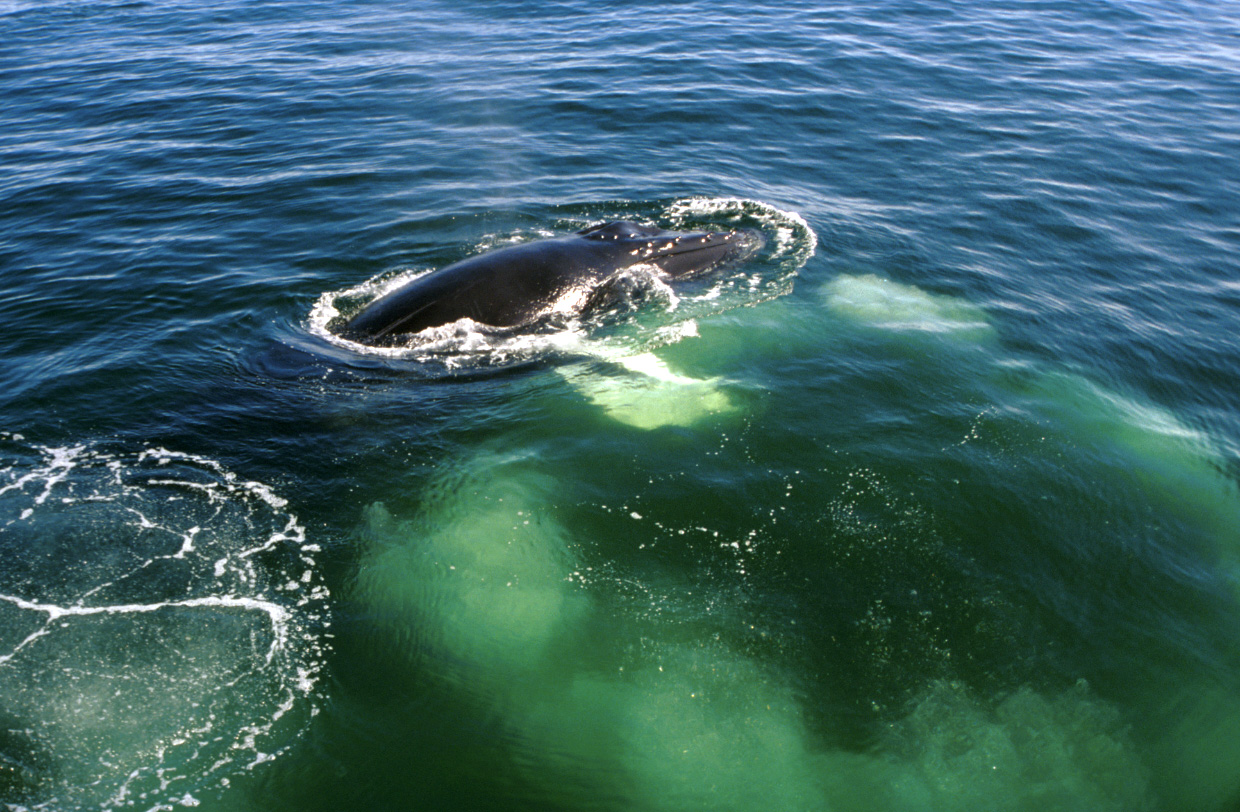
A feljövő bálna
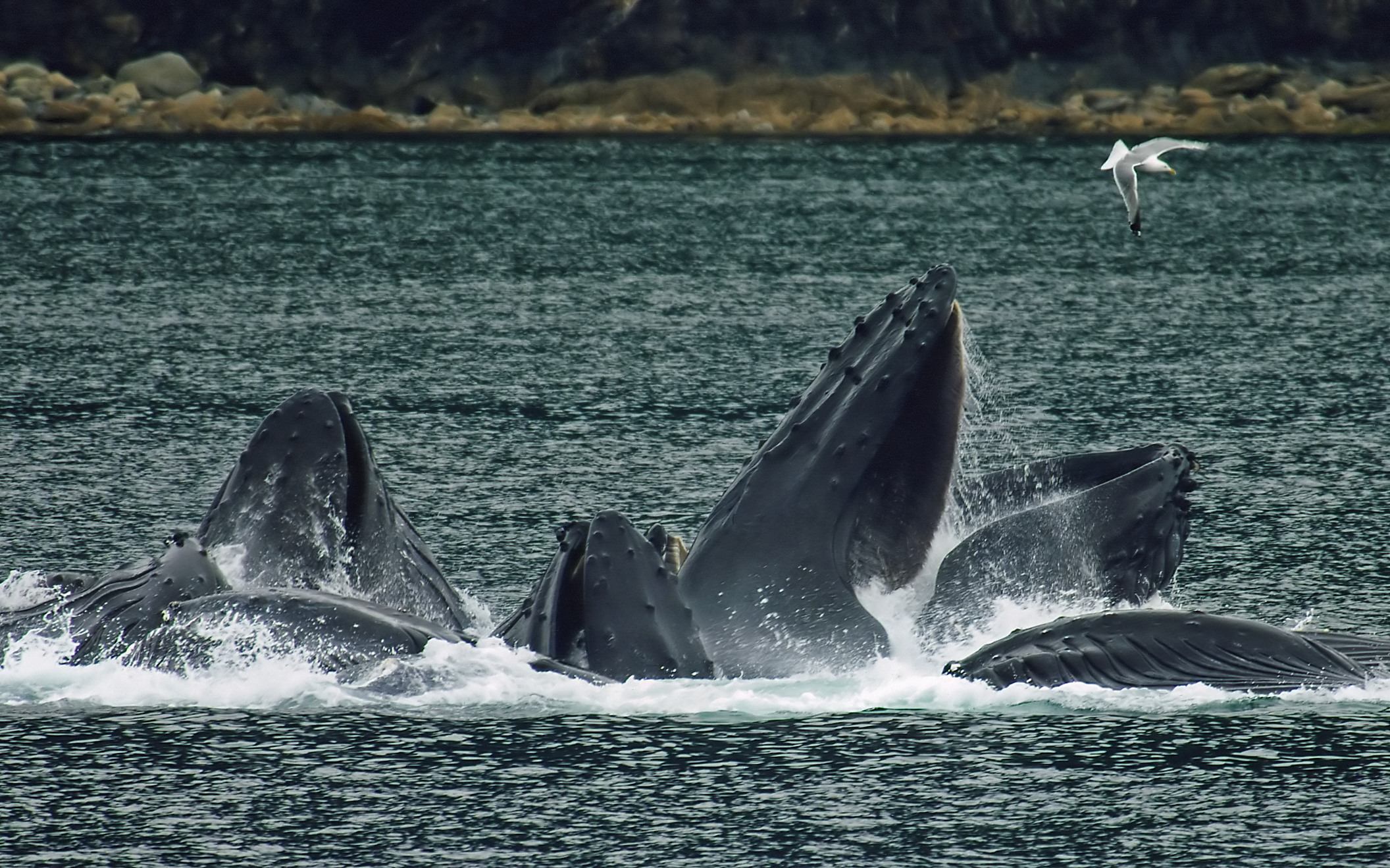
Táplálkozó bálnák

#### Buborékos vadászat
Az összes módszerük közül talán a buborékos vadászat a legjellemzőbb erre a fajra. Amikor egy csoport bálna észrevett egy halrajt, alájuk merülnek, és buborékokat kezdenek el kibocsátani. A felszálló buborékokból kör alakú, egyre szűkülő „háló” képződik. A halak félnek átvergődni a buborékok falán, és miután elég szoros a „háló”, egy-két bálna igen erős hangot hallat, ami a felszínre hajtja a halakat. Amikor a halak már a megfelelő helyre kerültek, a bálnacsoport egyszerre feljön és nagyra tátott szájjal rátámad a halrajra. Ilyenkor egy hosszúszárnyú bálna képes több ezer halat is lenyelni egyszerre. Egy 30 méteres átmérőjű „hálóhoz” körülbelül tizenkét bálna szükséges, de megfigyeltek magányos bálnát is, amely ezt a módszert alkalmazta. Egy ilyen buborékos vadászatot sikerült a Crittercam nevű kamerával rögzíteni, amikor azt egy bálna hátára erősítették.

### Ragadozóik
Egyes sebhelyek a példányok testén arra utalnak, hogy – legalábbis borjú korukban – a kardszárnyú delfinek (Orcinus orca) vadásznak e fajra, bár ilyen eseménynek még nem volt szemtanúja. A két faj közti találkozás a legtöbbször csak sebesülésekkel végződhet; nem valószínű, hogy bármelyik állat pusztulásához vezetne. 2006-ban Hawaii vizeiben megfigyelték, amint egy csapat tigriscápa (Galeocerdo cuvier) egy beteg hosszúszárnyú bálnára támadott, melyet aztán sikeresen meg is öltek.

## Szaporodása

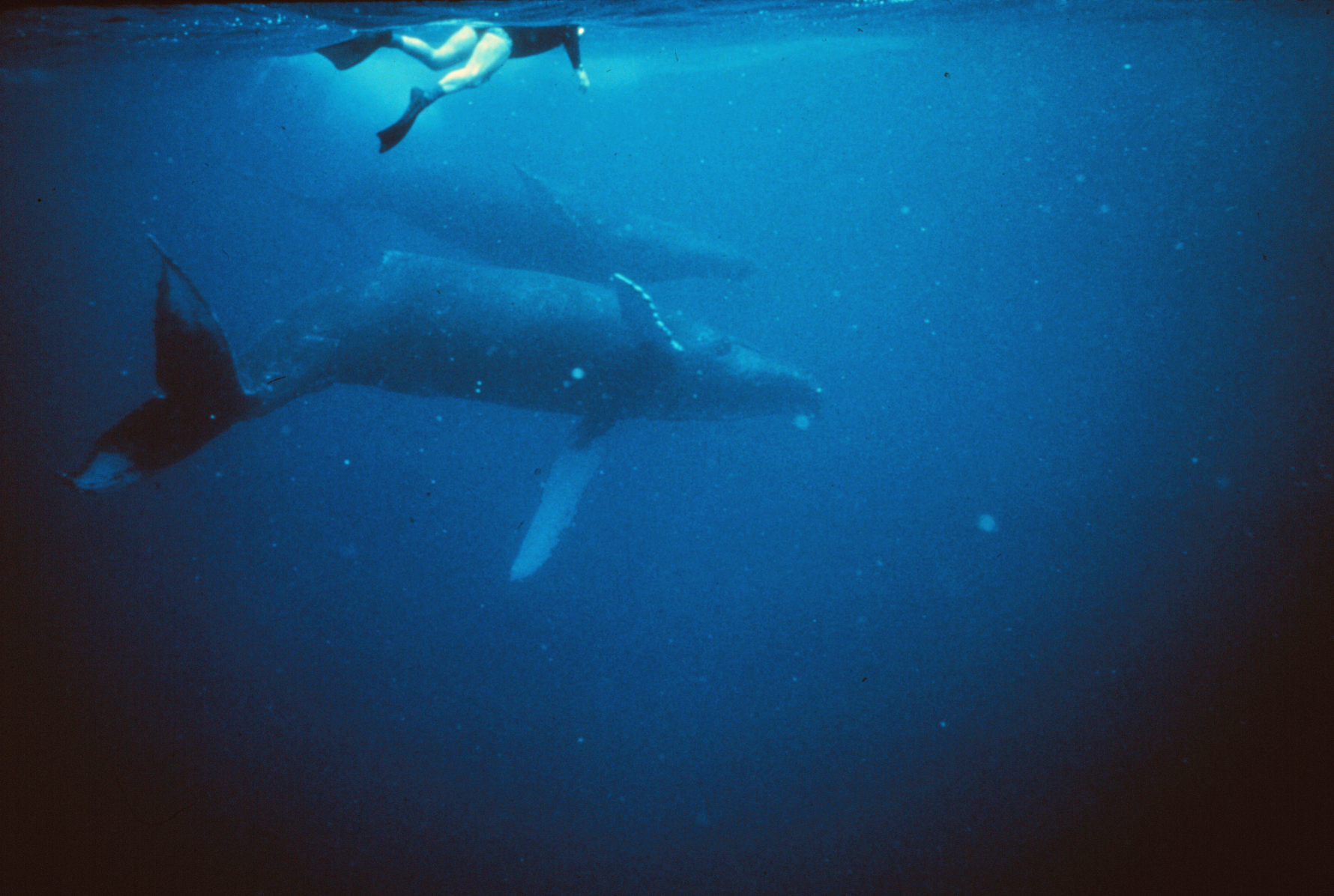
Anya borjával

A nőstény az ivarérettséget 5 éves korától éri el, de ekkor még nem teljes a felnőttkori mérete; a hím csak 7 évesen válik ivaréretté. A nőstény minden 2–3 évben borjadzik, de már megfigyeltek olyan nőstényt is, amely egymásután két évben is ellett egy-egy borjút. A vemhesség 11–12 hónapig tart, ennek végén egy, ritkán két borjú jön a világra. A legtöbb ellés januárban, februárban, júliusban vagy augusztusban történik. Születésekor a borjú 4–6,1 méter hosszú, és 1,8 tonnát nyom. Élete első hat hónapjában legalább 40 liter tejet szopik naponta, a következő hat hónapban már szilárd táplálékot is fogyaszt mellé. Így a nőstény körülbelül egy évig neveli borját. A hosszúszárnyú bálna teje 50 százalékban tartalmaz zsírt, színezete rózsaszínű.
A mitokondriális genetikai vizsgálat az mutatta, hogy a szomszédságban élő állományok között genetikai eltérések vannak, ami arra enged következtetni, hogy az állományok nem nagyon keverednek egymással.

### Az udvarlási szertartás
A párzási időszak télen van, mindjárt a szubtrópusi és trópusi tengerekbe való megérkezéskor. Ebben az időszakban egy nőstényt több hím is követhet, számuk 2–20 között lehet. A hímek heves harcokat is vívhatnak a nőstényért. A legyőzött hímek eltávoznak, de helyükbe mások érkeznek, úgyhogy a harcok és üldözések órákig vagy akár napokig is eltarthatnak. A harcok alatt a hímek fejükkel egymásnak mennek, úszóikkal és farkukkal csapják egymást, vagy egymásra ugranak. Időnként igen nagy kísérő csapatok is összejöhetnek, ahol 40 hím is „dögönyözi” egymást. (M. Ferrari et al.)
Párosodás közben a hím és a nőstény a vízből félig kiemelkedve, függőleges tartásban marad mintegy 30 másodpercig, majd szétválnak.

## A hosszúszárnyú bálna és az ember

### Bálnavadászat

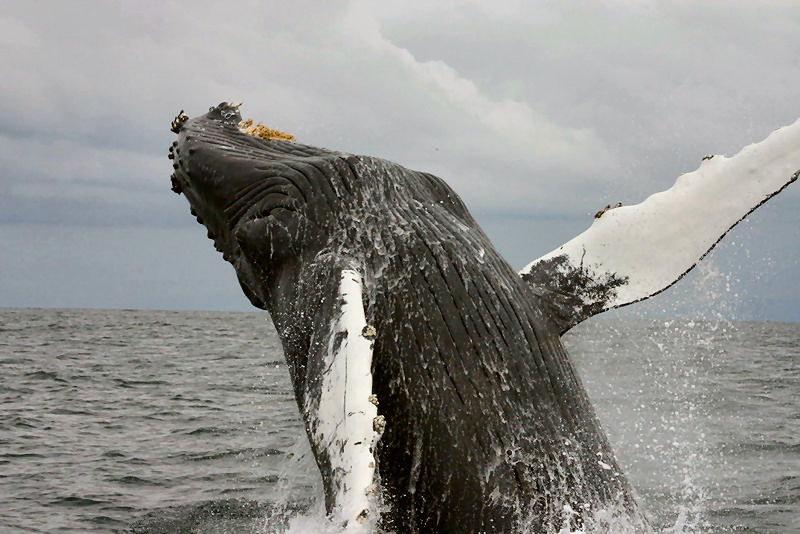
Levegőbe ugró példány Kalifornia partjainál

Az első feljegyzett hosszúszárnyú bálnavadászat 1614-ben történt, Maine állam partjainál. A vadász John Smith kapitány volt. Valószínű azonban, hogy azelőtt is vadásztak e fajra, ha lehetőség adódott. A 18. századig gyakori zsákmány volt ez a bálnafaj.
A bálnavadászat fő célja a bálnahús és bálnazsír megszerzése volt. A bálnazsírt felhasználták élelmiszerként is, de főleg lámpásokba olajnak vagy a gyertyagyártásban volt szerepe. Az ember a bálnafélék sziláit számos tárgyhoz használta, viszont a hosszúszárnyú bálna szilái nem jó minőségűek, úgyhogy belőle csak gombokat gyártottak. Manapság a szila helyét a műanyag és egyéb mesterséges anyagok vették át. A törzsi népek a bálnacsontokból használati tárgyakat vagy istenségeket faragnak, vagy akár kunyhókat is készíthetnek; ez utóbbit inkább a múltban tették.
A 19. században már nagymértékben mészárolták e hatalmas állatokat. A legtöbbet az Atlanti-óceánban, kevesebbet a Csendes- és Indiai-óceánban. Az egyik legnagyobb bálnavadász ország az Amerikai Egyesült Államok volt. A 19. század vége felé feltalálták a robbanó szigonyt, amely megkönnyítette a vadászatot és megnövelte az elejtett bálnák számát. Csak ekkor kezdődött el a vadászat a Déli-óceánban is. E két tényező miatt 1904-re a bálnák száma drasztikusan lecsökkent.
Feltételezések szerint a 20. században 200 000 hosszúszárnyú bálnát öltek meg, ami a világ állományának a 90 százalékát jelentette. Az Atlanti-óceán északi részén mindössze 700 példány maradt. 1946-ban megalkották a Nemzetközi Bálnavadászati Bizottságot (International Whaling Commission, IWC), amely arra hivatott, hogy felügyelje és szabályozza a cetfélék vadászatát. A NBB szabályokat és vadászszezonokat vezetett be. Annak érdekében, hogy megóvja a fajt a kihalástól, a NBB 1966-ban betiltotta a hosszúszárnyú bálnák vadászatát, de ekkor már csak 5000 példány élt világszerte. E védelem még mai napig is érvényben van.

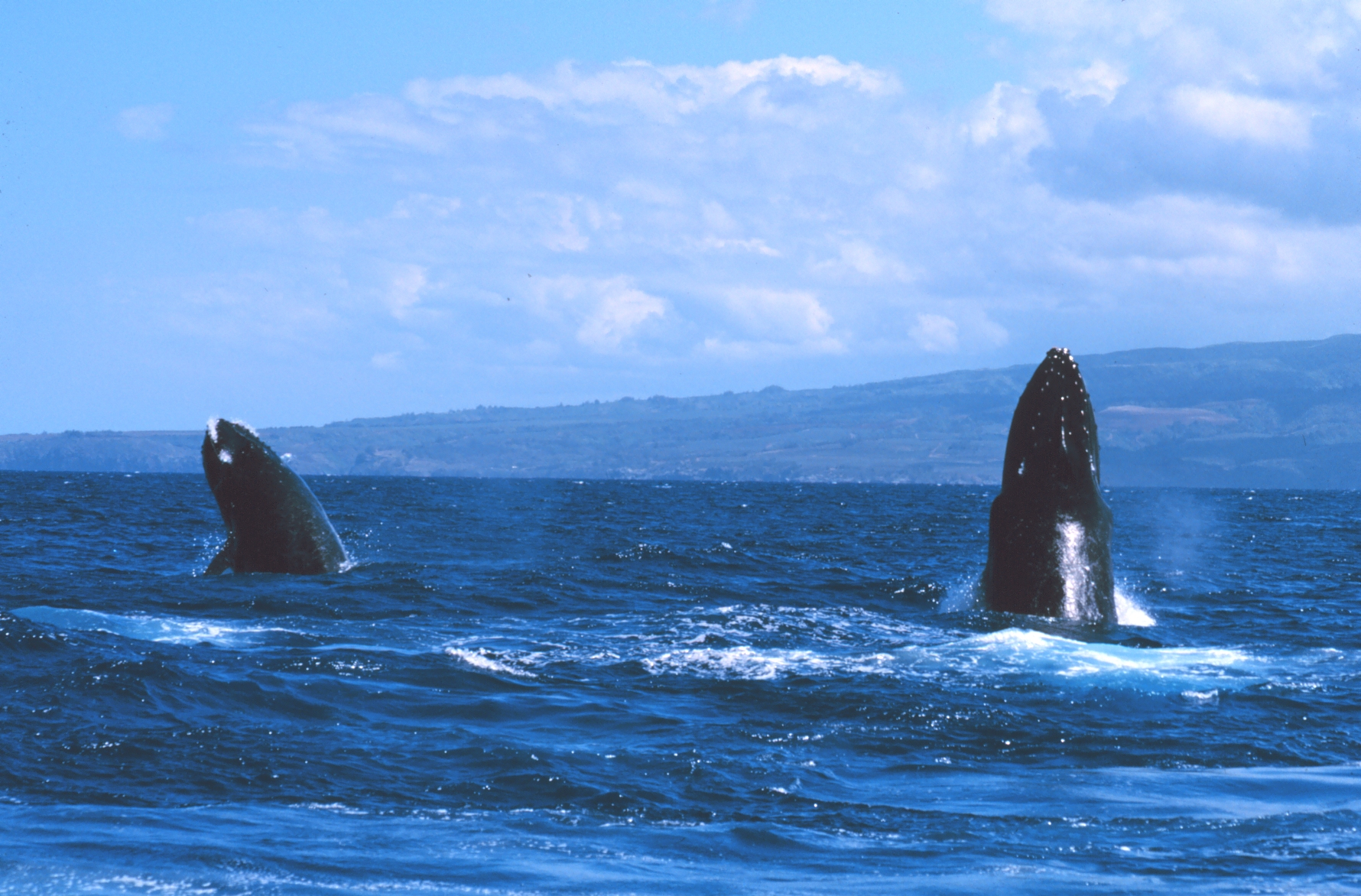
„Kémkedő” bálnák Hawaii vizeiben

Ha nem lett volna ilyen nagymértékű a vadászat, manapság körülbelül 125 000 bálna élne ebből a fajból. Feltételezik, hogy csak a Csendes-óceán északi részén 28 000 állatot öltek meg. A leölt bálnák valódi számát nem ismerik, mert több ország is kevesebb zsákmányt jelentett be, mint amennyit valójában elejtett. Így tett a Szovjetunió is, amely csak 2820 példányt ismert be, de valójában több mint 48 000 példányt ölt meg.
2004-től a Saint Vincent és a Grenadine-szigetek vizeiben már szabad évente néhány hosszúszárnyú bálnát elejteni. Ennyi állat vadászata nem veszélyezteti a helybéli bálnaállományt.
Japán a 2007–2008-as bálnavadász szezonban, amely 2007 novemberében kezdődött volna, 50 hosszúszárnyú bálnát akart lemészárolni a „tudományos” JARPA II program alatt. A dolog nemzetközi felháborodást keltett, és számos tüntetéshez vezetett. Miután a Nemzetközi Bálnavadászati Bizottság ellátogatott Tokióba, hogy megtárgyalják az ügyet, és Japán beleegyezett, hogy a tervét két évre felfüggeszti. A tárgyalási folyamat még ma is tart.

### Bálnavédelem

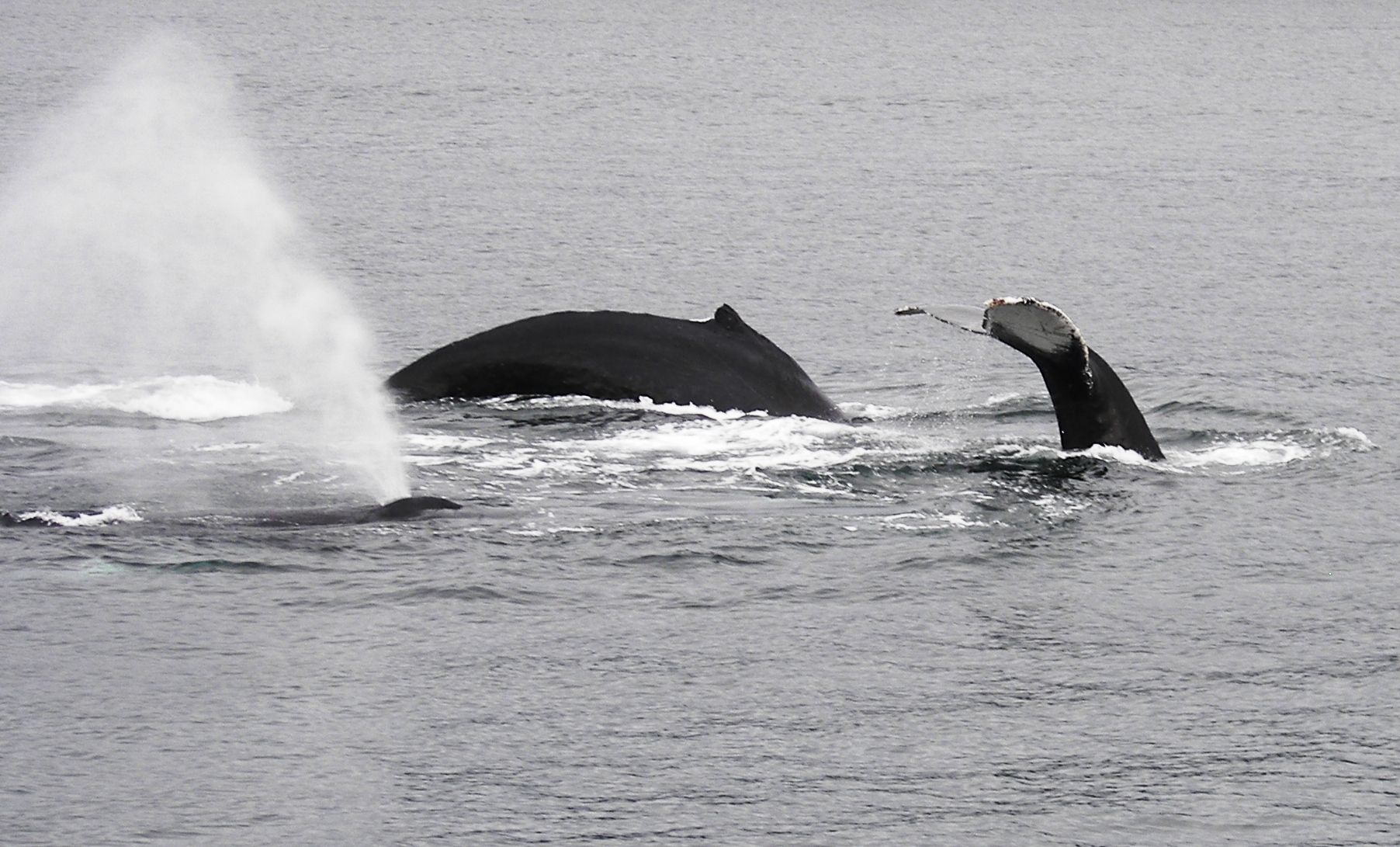
Ezen a képen jól látható a hosszúszárnyú bálna három fő jellemzője: a kifújt párafelhő, a „púpos” hát és a farok

1991-ben, világszerte mintegy 80 000 példány élt: 18 000–20 000 a Csendes-óceán északi részén, körülbelül 12 000 az Atlanti-óceán északi részén, és több mint 50 000 a Déli-óceánban.
2008-tól, fajvédelmi szempontból, a hosszúszárnyú bálna a nem fenyegetett faj kategóriába tartozik. A példányszámuk kezdi az ipari mértékű bálnavadászat előtti számot megközelíteni, de az USA azért még mindig a végveszélyben lévő faj kategóriában tartja őket. Az USA 2009. augusztus 12-től az „Endangered Species Act” státusz megváltoztatását kezdeményezte, és ehhez az amerikai nép véleményét is kérte. A hosszúszárnyú bálna nem él mindenhol biztonságban. Az Arab-tengerben, az Észak-Csendes-óceán nyugati részén, Afrika nyugati partjainál és Óceánia egyes részein még veszélyeztetett fajnak számít.
Manapság a legnagyobb veszélyt a hajókkal való ütközés, a hálókba való gabalyodás és a hangzavar jelenti. Mint más cetfélének, ennek a fajnak is kárt okoz a túlerős és túl gyakori zaj. A 19. században két szétzúzott fülű, élettelen példányra találtak ott, ahol korábban vízalatti robbantásokat végeztek.
E bálnafaj a saxitoxin mérgezéstől is elpusztul, ha ezzel a természetes neurotoxinnal fertőzött halat fogyaszt.

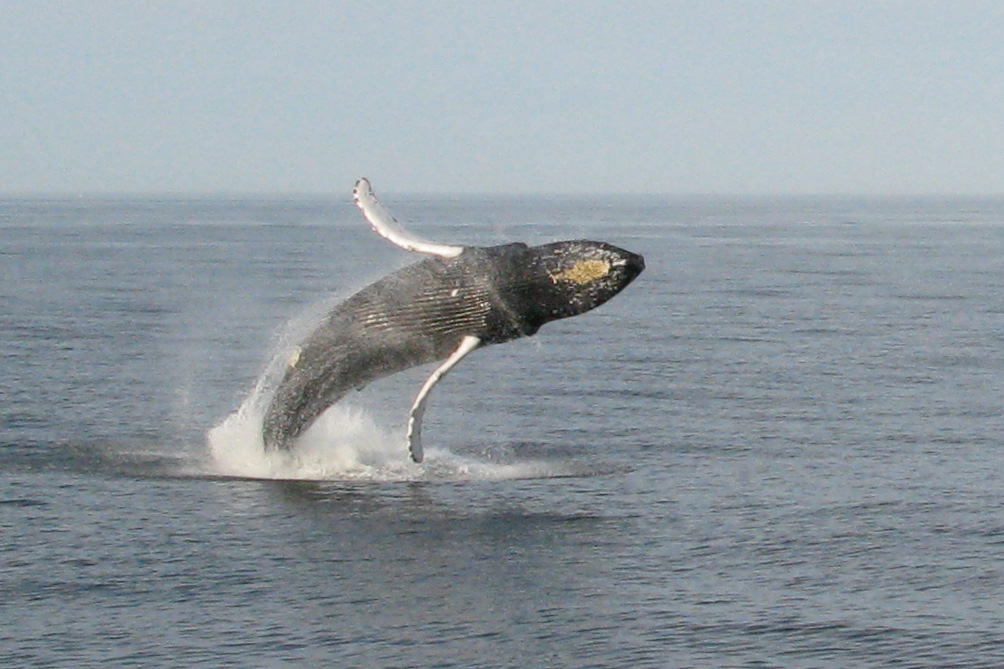
Vízből kiugró bálna az USA-beli Maine állam partjainál

Az USA-ban a hosszúszárnyú bálnák a Glacier Bay Nemzeti Parkban és a Cape Hatteras National Seashore tengeri rezervátumokban élveznek védelmet. E két helyen példányszámuk évről évre nő.
Habár a bálnavadászathoz meg kellett érteni és tanulni a hosszúszárnyú bálnák vándorlási szokásait, a párosodási időszakukat és egyéb viselkedés módjukat, a fajt valójában az 1960-as évekig alig ismerték. Ezt a helyzetet R. Chittleborough és W. H. Dawbin változtatta meg, akik odaadóan tanulmányozták a fajt. 1971-ben Roger Payne és Scott McVay tovább folytatták a megkezdett munkát. Nekik köszönhető, hogy széles körben megismerhető lett a bálna éneke. Azóta intelligens állatoknak tartják őket, és ez a tényező sokat segített a bálnavédőknek.
2008 augusztusában az IUCN a sebezhető faj státuszt átcserélte a nem fenyegetett faj állapotra, bár két alállomány még mindig végveszélyben van.
Az USA külön kezelné mindegyik állomány helyzetét, mivel egyes állományok kisebbek vagy nagyobbak a másiknál, de ez igen nehéz, mivel az állatok nagy vándorutakat tesznek meg, akár 8300 kilométert is az Antarktisztól Costa Ricáig.

### Bálnafigyelés
Az első szervezett bálnafigyelés 1950-ben a San Diegó-i Cabrillo National Monument rezervátumban valósult meg. 1955-ben már 10 000 látogatója volt a megfigyelőhelynek. A belépő ára fejenként 1 dollár volt. 1971-től keleten is megalakult az első bálnafigyelő társaság, a Montreal Zoological Society, amely a Szent Lőrinc-folyó környékén mutatta be a turistáknak a cetféléket. 1985-ben már több látogató volt Új-Anglia figyelő helyein, mint Kaliforniában. Ez a gazdag állománynak, valamint akrobatikus viselkedésüknek köszönhető, amely vonzó a turisták számára. A hosszúszárnyú bálna kíváncsi arra, hogy mi van a környezetében. Néhány „barátságos” példány meglehetősen közel megy azokhoz a hajókhoz, amelyek turistákat szállítanak. Mivel könnyű megkülönböztetni az egyes példányokat, a hosszúszárnyú bálnák világszerte a legkedveltebb nagy cetek közé tartoznak a turisták körében. Mint minden cetféle nősténye, a hosszúszárnyú bálna nősténye is igen jó anya, így a borját féltő anyaállat majdnem mindig a borja és a turistákkal teli hajók közé helyezkedik el, majd hamarosan tovább úszik kicsinyével. A turistavezetők kerülik az anyaállat stresszelését. Hawaii az elsők között volt, amely az ökoturizmust alkalmazta; a bálnák elpusztítása helyett, inkább élőben mutatta be azokat a turistáknak. A bálnaturizmus jövedelmező tevékenységnek bizonyul, mivel évente 1 millió turistát vonz, és 80 millió amerikai dolláros hasznot hoz. Ez a szegényebb térségek országainak gazdaságát lendíti előre. Az 1980-és 1990-es években a bálnafigyelés világszerte elterjedt. 2000-ben már 87 országban váltak megfigyelhetőkké a cetfélék, és több mint 9 millió ember élvezhette e csodálatos állatok jelenlétét.
A hosszúszárnyú bálnákat egyaránt figyelik a nyári és téli élőhelyeiken is. A legfőbb bálnafigyelő helyek a következők:
|        | Észak-Atlanti-óceán | Észak-Csendes-óceán                                    | Déli-óceán |
| ------ | --- | ------------------------------------------------------ | --- |
| Nyáron | Új-Anglia, Új-Skócia és Új-Fundland, az északi Szent Lőrinc-folyó, a Snaefellsnes-félsziget Izland északnyugati részén | Kalifornia, Alaszka, Oregon, Washington, Brit Columbia | Antarktisz, Kolumbiában pedig Bahía Solano és Nuquí partjainál                                                                               |
| Télen  | a Dominikai Köztársaság Samaná tartományában, a franciaországi Vizcayai-öbölben                                        | Hawaii, Baja, Bahía de Banderas, Puerto Vallarta       | Sydney, Sydneytől északra a Byron-öböl, Brisbanetől északra a Hervey-öböl, Fokváros északi és keleti részein, Új-Zéland, és a Tonga-szigetek |

## Híres hosszúszárnyú bálnák

### Migaloo

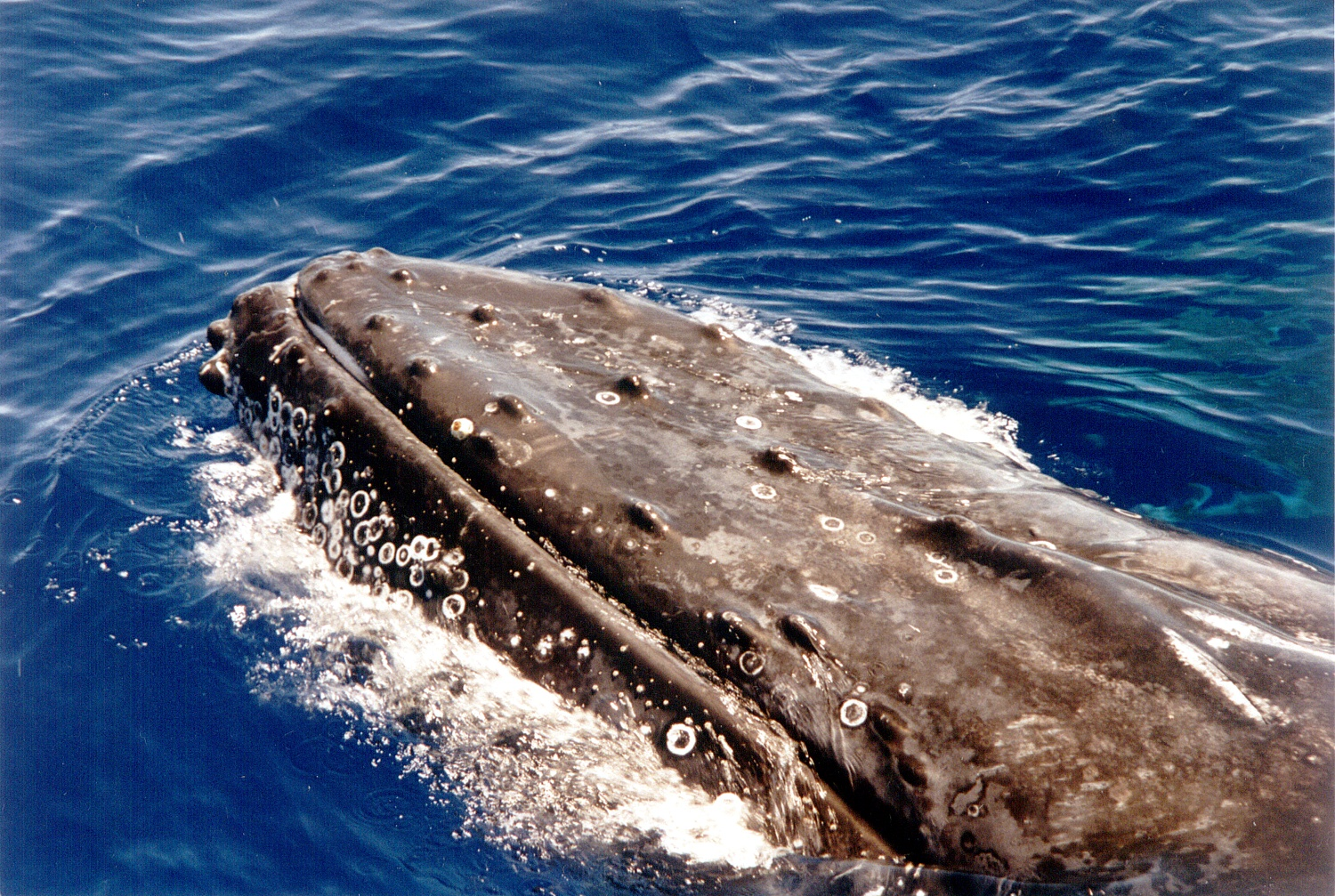
A képen jól láthatók a hosszúszárnyú bálna dudorai

Migaloo az egyetlen valaha látott, albínó hosszúszárnyú bálna volt, amely 1991-ben jelent meg Ausztrália partjainál, és hamarosan a sajtó és az ausztráliai emberek kedvence lett. Feltételezik, hogy az állat 3–5 éves lehetett. A Migaloo név az ausztrál őslakos nyelvből származik, jelentése „fehér barát”. E bálna nemét csak 2004-ben sikerült megállapítani, amikor Migaloo a Lennox Headnél átvonult, és a tudósok bőrmintát vettek tőle. A vizsgálat után derült fény arra, hogy e ritka színű bálna hímnemű. Azért, hogy a sok turistahajó túlzottan ne zavarja az állatot, Queensland és Új-Dél-Wales kormányai 500 méteres távolságot szabtak meg a bálna megfigyeléséhez. A legújabb fényképek Migalooról azt tanúsítják, hogy a bálna bőrrákos; valószínűleg a pigment hiánya miatt.
2006-ban egy közönséges színű anyaállat mellett is fehér színű borjat vettek észre az Új-Dél-Wales-i Byron-öbölben.

### Humphrey
Humphrey egy hosszúszárnyú bálna, amelyet kétszer is megmentett a kaliforniai The Marine Mammal Center. 1985-ben Humphrey a San Francisco-öblön keresztül felúszott a Sacramento-folyóba, amíg eljutott Rio Vista városba. Öt évvel később a bálna visszatért az öbölbe, de ekkor, Sierra Pointtól északra beleragadt az iszapba. Az állatot a parti őrség húzta ki az iszapból, egy nagy háló segítségével. Humphreyt mindkét alkalommal erős hangokkal zavarták vissza az öbölből az óceánba, míg az óceánban levő hajókról olyan felvett hangokat játszottak le, mint amikor a hosszúszárnyú bálnák táplálkoznak, így csalván vissza Humphreyt az óceánba. Az utolsó, 1990-es San Francisco-öbölbeli látogatása után csak egyszer, 1991-ben látták őt a Farrallon-szigetek közelében.

### Delta és Dawn

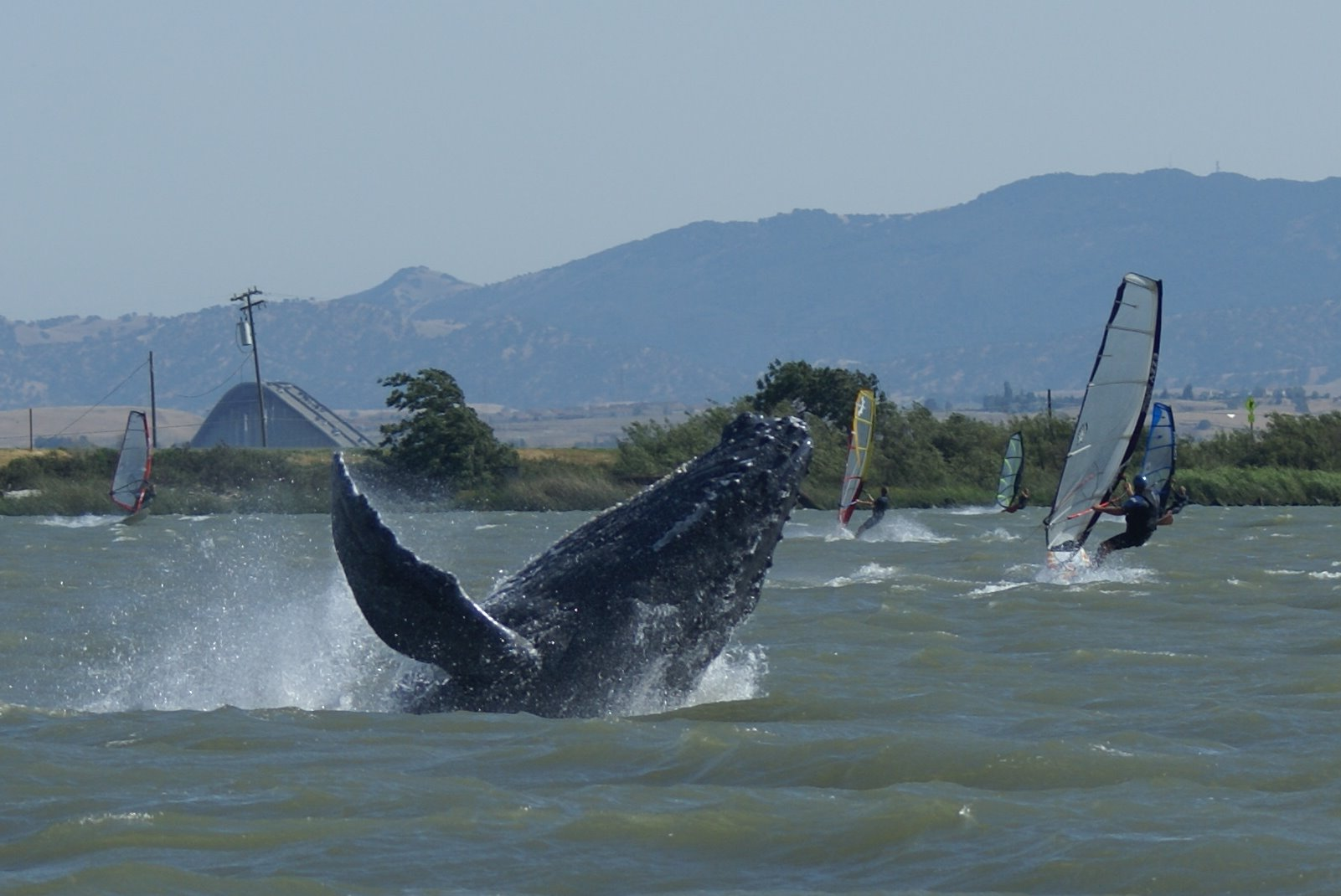
A Delta nevű bálnaborjú Sherman-sziget közelében

2007 májusában két hosszúszárnyú bálna, anya és borja, a San Francisco-öblön keresztül felúszott a Sacramento-folyóba, amíg eljutott a sacramentói kikötőbe. Úgy tűnt, hogy a pár eltévedt az északra tartó vándorúton. Az állatokat május 13-án látták meg először, és hamarosan a sajtó kedvencei lettek. A bálnákat Deltának és Dawnnak nevezték el. Habár több hajócsavar is okozott rajtuk sebeket, a bálnák egy hétig, makacsul tartózkodtak a brakkvízben. Aztán május 20-án visszafordultak és lejjebb úsztak, majd Rio Vista városnál tíz napig maradtak. Végül május 29-én elhagyták Rio Vistát is, és a Golden Gate szoroson keresztül eltűntek a Csendes-óceánban.

### Mister Splashy Pants
Mister Splashy Pants műholdas adóval ellátott, dél-csendes-óceáni hosszúszárnyú bálna. Az állat a Greenpeace szervezet által folytatott bálnafigyelő program alanya. Az állat nevét az interneten keresztül, az emberek választották. A nevet a Boing Boing és a reddit weblapokon lehetett megszavazni. A „Mister Splashy Pants” név a szavazatok több mint 78 százalékát kapta.

### Colin

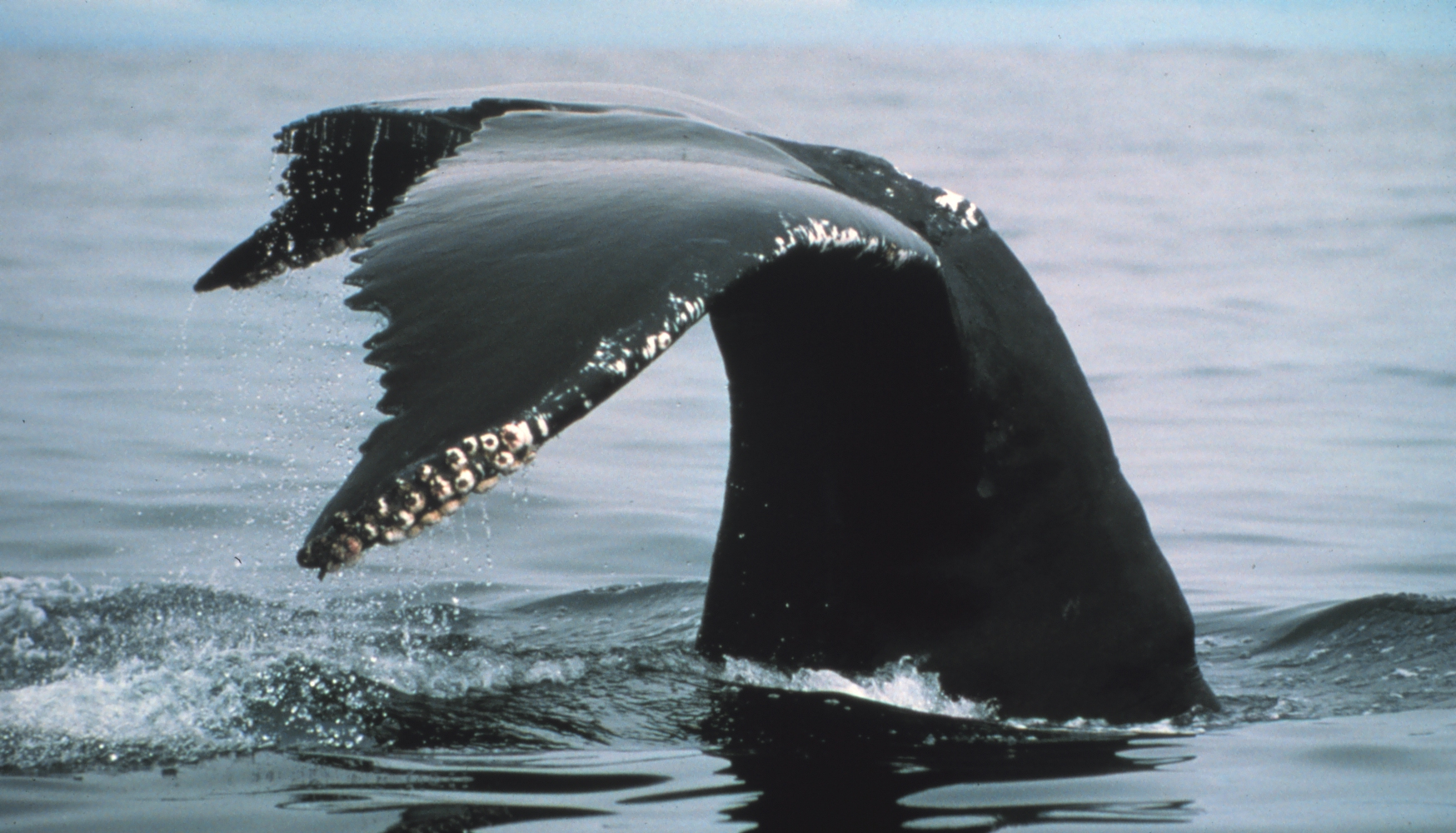
Az állat farka

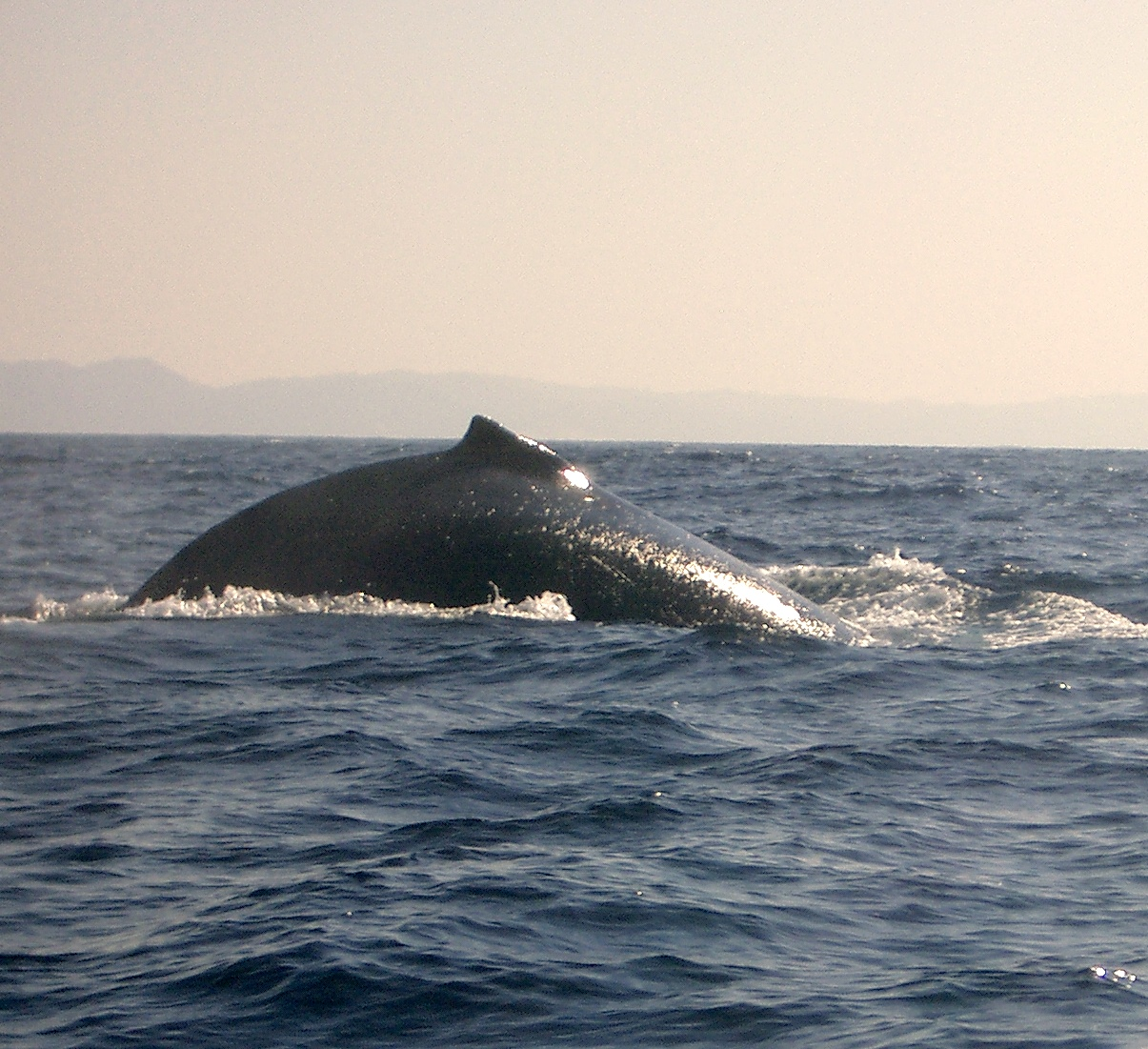
Az állat meggörbült háta és hátúszója

Colin az a bálnaborjú volt, amelyről azt feltételezték, hogy az anyja elhagyta. Az állatot 2008 augusztusában találták meg, Sydneytől északra, Pittwaternél. Az állat több hajónál is szopni próbált, az anyjának vélve azt. Habár többször is megpróbálták kicsalni a nyílt vizekre, ahol bálnacsoportok voltak, Colin mindig visszatért Pittwater környékére. Egyes emberek táplálták volna az állatot, mások viszont elaltatták volna.
Végül augusztus 28-án mégis elaltatták a kis bálnát, mivel az egészsége erősen megromlott. A Föld számos országában hírt adtak az esetről.
Colin felboncolása során megtudták, hogy heveny hasnyálmirigy-gyulladása, nyelőcsőfekélye és bélgyulladása volt; ezek mellett néhány elfertőződött cápaharapás is volt rajta. Feltételezik, hogy csak 7–10 napos lehetett amikor az anyjától valamilyen okból elmaradt.

### A temzei hosszúszárnyú bálna
2009. szeptember 12-én a Temzén, egészen Londonig úszott fel egy hosszúszárnyú bálna. A 9,5 méteres fiatal hímet két nappal később, szeptember 14-én, a Dartford híd közelében már elpusztulva találták meg. A tudósok szerint az állat éhen halt. A szakértők véleménye az, hogy a bálna ittléte a hosszúszárnyú bálnák térhódítására utal; vagyis egyes példányok már új élőhelyek után kutatnak.

### „George és Gracie”
A fenti híres hosszúszárnyú bálnáktól eltérően, „George és Gracie” nem valódi, hanem kitalált bálnák. Az állatok szerepét, nem két valódi bálna játszotta el, hanem bábuk; a jeleneteket vadonban élő bálnákkal is kiegészítették.
„George és Gracie” két hosszúszárnyú bálna, a Star Trek IV: A hazatérés című sci-fi film eseményei folynak körülöttük. A filmben egy óriási idegen szonda érkezik a Földhöz, és különlegesen erős jeleket sugároz. Spock rájön, hogy az idegen szonda a hosszúszárnyú bálnákkal próbál kapcsolatot felvenni. Ezeket az élőlényeket azonban az emberiség három évszázaddal ezelőtt, a vadászatnak köszönhetően kiirtotta, ezért visszamennek a 23. századból 1986-ba, hogy magukkal vigyenek két bálnát, akik alkalmasak a szondával való kommunikációra.

## Fordítás
- Ez a szócikk részben vagy egészben  a   Humpback whale című angol Wikipédia-szócikk ezen változatának fordításán alapul.  Az eredeti cikk szerkesztőit annak laptörténete sorolja fel. Ez a jelzés csupán a megfogalmazás eredetét és a szerzői jogokat jelzi, nem szolgál a cikkben szereplő információk forrásmegjelöléseként.

### Könyvek
- Csodálatos állatvilág, (Wildlife Fact-File). Budapest: Mester Kiadó (2000). ISBN 963-86092-0-6
- Josef Reichholf: Emlősök. Ford. Schmidt András. Budapest: Magyar Könyvklub. 1996.  = Természetkalauz,  ISBN 963 548 218 3 ISSN 1219-3178
- Clapham, Phil. (1996). Humpback Whales. ISBN 0-948661-87-9
- Clapham, Phil. Humpback Whale, Encyclopedia of Marine Mammals. San Diego: Academic Press (2002). ISBN 0-12-551340-2
- Dawbin, W. H. The seasonal migratory cycle of humpback whales. In K.S. Norris (ed), Whales, Dolphins and Porpoises. University of California Press.
- Dawes, John, Andrew Campbell. Exploring the World of Aquatic Life. Infobase Publishing (2008). ISBN 9781604132557. Hozzáférés ideje: 2011. január 8.
- Evans, Peter G. H., and Juan Antonio. Raga. Marine Mammals: Biology and Conservation. New York: Kluwer Academic/Plenum, 2001. Print.
- Reeves, Stewart, Clapham and Powell. (2002) National Audubon Society Guide to Marine Mammals of the World. Knopf. ISBN 0-375-41141-0

### Újságcikkek
- (1993) „Increase rates in severely depleted stocks of baleen whales”. ICES Journal of Marine Science 50, 169–186. o. DOI:10.1006/jmsc.1993.1018.
- (1999) „An ocean-basin-wide mark-recapture study of the North Atlantic humpback whale”. Marine Mammal Science 15, 1–32. o. DOI:10.1111/j.1748-7692.1999.tb00779.x.

### Internetes források
- A faj szerepel a Természetvédelmi Világszövetség Vörös Listáján. IUCN. (Hozzáférés: 2011. március 12.)
- A taxon adatlapja az ITIS adatbázisában. Integrated Taxonomic Information System. (Hozzáférés: 2011. március 12.)
- Megaptera novaeangliae, Humpback Whale (angol nyelven). marinebio.org. (Hozzáférés: 2011. március 12.)
- Mammal Species of the World. Don E. Wilson & DeeAnn M. Reeder (szerkesztők). 2005. Mammal Species of the World. A Taxonomic and Geographic Reference (3. kiadás) (angolul)
- Listed animal in CITES Appendix I (angol nyelven). CITES. (Hozzáférés: 2011. március 12.)
- Megaptera novaeangliae (Borowski, 1781) (angol nyelven). WoRMS - World Register of Marine Species. (Hozzáférés: 2011. március 12.)
- Humpback whale (Megaptera novaeangliae) (angol nyelven). arkive.org. [2016. december 13-i dátummal az eredetiből archiválva]. (Hozzáférés: 2011. március 12.)
- Smithsonian Institution - North American Mammals: Megaptera novaeangliae

### A hosszúszárnyú bálna énekéről
- The Whalesong Project
- Article from PHYSORG.com on the complex syntax of whalesong phrases
- Analysis of the form and function of the humpback whale song from the University at Buffalo, The State University of New York

### Védelméről
- Recovery plan in Australia: 2005–2010
- Humpback Whales in the Sacramento River by the NOAA
- The Oceania Project, Humpback Whale Research, Hervey Bay

### Egyebek
- US National Marine Fisheries Service Humpback Whale web page
- Photos and information about humpback whales and other cetaceans in Mayumba National Park
- Humpbacks of Hervey Bay, Queensland, Australia
- The Dolphin Institute Whale Resource Guide és scientific publications
- Humpback whale videos (franciául)
- Book about the two humpback whales lost in the Sacramento River in May 2007 Archiválva 2011. július 7-i dátummal a Wayback Machine-ben -
- The Humpback Whales of Hervey Bay
- Epic humpback whale battle filmed